# Eulepidotis tripunctula
Eulepidotis tripunctula là một loài bướm đêm trong họ Erebidae.